# Saint-Trojan-les-Bains
Saint-Trojan-les-Bains település Franciaországban, Charente-Maritime megyében. Lakosainak száma 1118 fő (2022. január 1.). Saint-Trojan-les-Bains Le Château-d’Oléron és Le Grand-Village-Plage községekkel határos.

## Népesség
A település népessége az elmúlt években az alábbi módon változott:
| Lakosok száma | 1666 | 1275 | 1490 | 1486 | 1382 | 1333 | 1262 | 1145 | 1133 | 1118 |
|               | 1968 | 1982 | 1990 | 2006 | 2013 | 2015 | 2017 | 2019 | 2020 | 2022 |